# الرابطة الدولية لدراسات اللهجات العربية
الرابطة الدولية لدراسات اللهجات العربية (بالفرنسية: Association Internationale de Dialectologie Arabe)‏ هي منظمة دولية متخصصة في دراسة اللهجات العربية بتعاون مع باحثين في اللهجات العربية من جميع أنحاء العالم.

## عن الرابطة
انشئت المنظمة في باريس في عام 1993 كمبادرة من مجموعة من النخبة من أخصائيي اللغة العربية بهدف الدعم والحث على دراسة اللهجات العربية.
في الوقت الحاضر الجمعية الدولية الرائدة في هذا المجال البحثي وقد أصبحت مركزًا ينضم إلى العلماء من جميع أنحاء العالم المهتمين بأي جانب من جوانب اللهجات العربية، بما في ذلك اللهجات التي لم يتم وصفها بعد، والجغرافيا اللهجة، وجوانب محددة من علم الأصوات.
تعتبر المنظمة اليوم الهيئة الأكثر بروزا في هذا المجال حيث تجمع العلماء والأخصائيين المهتمين بدراسة اللهجات العربية، بما في ذلك اللهجات التي لم يتم وصفها بعد. إضافة إلى ذلك تتخصص المنظمة في الدراسات المتعلقة باللهجات العربية كتوزيع اللهجات وبعض نواحي علم الأصوات النحو والصرف، والتناوب اللغوي ولغة كوينه وبيدجن وكريول؛ إضافة إلى معاجم اللهجات العربية أطالس اللهجات والدراسات المقارنة والتاريخية واللسانيات الاجتماعية وتعليم اللهجات العربية وما إلى ذلك.
تنظم الرابطة مؤتمرات في جامعات معروفة كل سنتين في دول عربية وغير عربية.

خريطة توزيع اللهجات العربية

## المؤتمرات السابقة
- المؤتمر الأول في باريس - 1993
- المؤتمر الثاني في كامبريدج - 1995
- المؤتمر الثالث في مالطا - 1998
- المؤتمر الرابع في مراكش - 2000
- المؤتمر الخامس في قادس - 2002
- المؤتمر السادس في الحمامات - 2004
- المؤتمر السابع في فيينا - 2006
- المؤتمر الثامن في كولشيستر - 2008
- المؤتمر التاسع في بيسكارا - 2011
- المؤتمر العاشر في الدوحة - 2013
- المؤتمر الحادي عشر في بوخارست - 2015
- المؤتمر الثاني عشر في مارسيليا - 2017
- المؤتمر الثالث عشر في كوتايسي - 2019
- المؤتمر الرابع عشر في غرناطة - 2022

## المجلس التنفيذي الأول (1993)
- دومينيك كوبيه (فرنسا) – رئيس
- بروس إنجام (بريطانيا) – نائب رئيس
- مانويل ميسود (مالطا) – سكريتير
- بيتر بينستيد (ألمانيا) – نائب سكريتير
- مارتين فانوف (فرنسا) – أمين صندوق

## المجلس التنفيذي الثاني
- ستيفان بروهاسكا (فيينا) - رئيس
- كاريما زياميري (فاس) – نائب رئيس
- رودولف دي يونغ (القاهرة)- سكريتير عام
- بيتر بينستيد (ألمانيا) – نائب سكريتير
- أنجيليس فيسينتي(زاراغوزا) – أمين صندوق

## المجلس التنفيذي الراهن
- جورج غريغوري (بوخارست) - رئيس
- كاريما زياميري (مكناس) – نائب رئيس
- كريستن بروستاد (أوستن (تكساس))- نائب رئيس
- ليسبيت زاك (امستردام) – سكريتير
- فيرونيكا ريت بن ميمون (فيينا) – أمين صندوق

## وصلات خارجية
- AIDA الموقع الرسمي للرابطة
- الرابطة على موقع أكاديميا